# 小御所会議

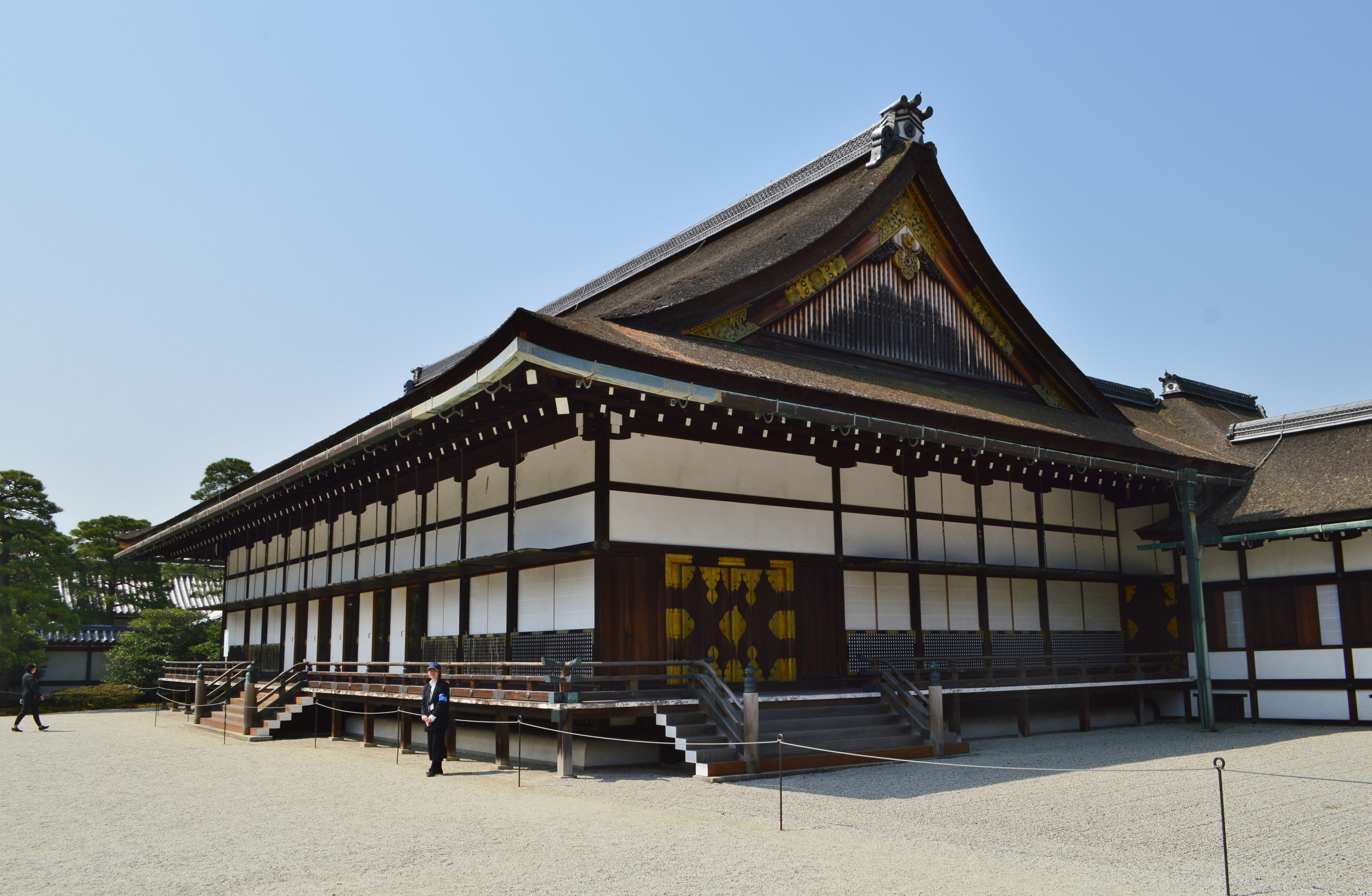
京都御所の小御所
小御所会議が開かれた当時の小御所は、昭和29年に鴨川の花火が原因で焼失。現在のものは昭和33年の再建。（但し一部襖絵現存。）

小御所会議（こごしょかいぎ）は、江戸時代末期（幕末）の慶応3年12月9日（1868年1月3日）に京都御所の小御所にて行われた国政会議。同日に発せられた王政復古の大号令において新たに設置された三職（総裁・議定〈ぎじょう〉・参与）が行った最初の会議である。大政奉還を行った徳川慶喜の官位（内大臣）辞退および徳川宗家領の削封（辞官納地）が決定され、倒幕派の計画通りに決議されたので王政復古の大号令と併せて「王政復古クーデター」と呼ばれることもある。その一方で、この時期までにしばしば浮上しては頓挫した、雄藩連合による公議政体路線の一つの到達点という面も持ち合わせていた。
この頁では小御所会議前後の状況も併せて記述する。

## 背景

### 大政奉還後の政局
薩摩藩の大久保利通、小松清廉、西郷隆盛らは、慶応3年（1867年）5月の四侯会議の失敗から、従来の公議体制路線を改め、武力倒幕路線に転換する。大久保らは謹慎中の公家・岩倉具視と連携し、討幕の密勅を得るべく朝廷工作を始めていた。軍事的緊張が高まるなか、土佐藩では坂本龍馬に助言（船中八策）された後藤象二郎が、武力激突を回避する大政奉還論を前藩主・山内容堂に提案。自らの政治的影響力を保持したいと考えた将軍・徳川慶喜は在京の諸藩士を10月13日に二条城に招集して大政奉還を諮問（14日に明治天皇に奏上して15日に勅許）。同じ13日、薩摩藩へ（翌日には長州藩へ）討幕の密勅が下される寸前に、討幕派の機先を制した恰好となった。
慶喜としては、まだ年若い明治天皇（当時数え16歳）を戴く朝廷に政権担当能力はなく、やがて組織されるであろう諸侯会議で自らが議長もしくは有力議員となるなどの手段で、政治的影響力を行使できるだろうという目論見の上での政権返上であった。果たして倒幕派の勢力はまだ弱く、10月21日に朝廷は討幕中止を指示。翌日には大名会議開催までの庶政を慶喜に委任する決定を下し、さらに23日には外交権がまだ幕府にあることを認める通知を出す。こうした状況下、24日に慶喜は将軍職辞職願を提出するが、これは一時朝廷から却下された後、受理されている。
倒幕派は勅命を出して諸藩に上京を命じるが、政局の激変に様子見している藩が多く、応じる藩は少なかった。11月13日、島津茂久（薩摩藩主）率いる薩摩軍3000人が上京するが、他藩の動きは鈍かった（なお同じく倒幕派の長州藩は禁門の変以来朝敵となっており、入京を許可されていなかった）。

### 王政復古の大号令
上記のような閉塞状況を打破するため、大久保利通や岩倉具視は秘かにクーデター計画を練る。12月8日夕方から深更にかけて行われた朝議で、毛利敬親（長州藩主）・広封（同世子）の官位復活と入京許可、三条実美ら八月十八日の政変で追放された5人の公卿の赦免、および岩倉ら謹慎中の公卿の処分解除が決定された。翌9日未明、公卿たちが退廷した後、待機していた薩摩藩・土佐藩・広島藩・尾張藩・福井藩の5藩の軍が御所9門を固め、摂政・二条斉敬をはじめ要人の御所への立ち入りを禁止した後、明治天皇臨御の下、御所内学問所において王政復古の大号令が発せられた。新政権の樹立と天皇親政をうたい、摂政・関白と征夷大将軍職の廃止、新たに総裁、議定、参与の三職を置くなどの方針が発表された。これにより、二条摂政や中川宮朝彦親王ら親幕府的な公卿は発言権を失うことになった。
この大号令を受けて早速、新設の三職を小御所に召集して12月9日18時頃から小御所会議が行なわれた。

## 小御所会議の構成員
- 天皇

明治天皇
- 総裁

有栖川宮熾仁親王（皇族）
- 議定

仁和寺宮純仁親王（皇族）
山階宮晃親王（皇族）
中山忠能（公家）
正親町三条実愛（公家）
中御門経之（公家）
徳川慶勝（元尾張藩主）
松平春嶽（前越前藩主）
浅野茂勲（芸州藩世子）
山内容堂（前土佐藩主）
島津茂久（薩摩藩主）
- 参与

公家
大原重徳、万里小路博房、長谷信篤、岩倉具視、橋本実梁
尾張藩士
丹羽淳太郎、田中不二麿
越前（福井）藩士
中根雪江、酒井十之丞
芸州（広島）藩士
辻将曹、桜井与四郎、久保田平司(秀雄)
土佐藩士
後藤象二郎、神山左多衛
薩摩藩士
岩下方平、西郷隆盛、大久保利通
これらの参席者は王政復古に伴い三職（総裁・議定・参与）に任ぜられたものである。ただし各藩の藩士はほとんどが後日（12月10日～12日）の追任であり、小御所会議に出席していない尾張藩の荒川甚作、越前藩の毛受鹿之助、芸州藩の久保田平司、土佐藩の福岡孝弟も参与に追任されている。
大久保や西郷としては、王政復古の大号令の際に、慶喜の辞官（内大臣の辞職）・納地（徳川宗家領の奉納）の勅命を出させ、徳川家を無力化することを企図していたが、議定の山内容堂や松平春嶽らが抵抗したので審議は小御所会議にずれ込んだ。

## 小御所会議の展開

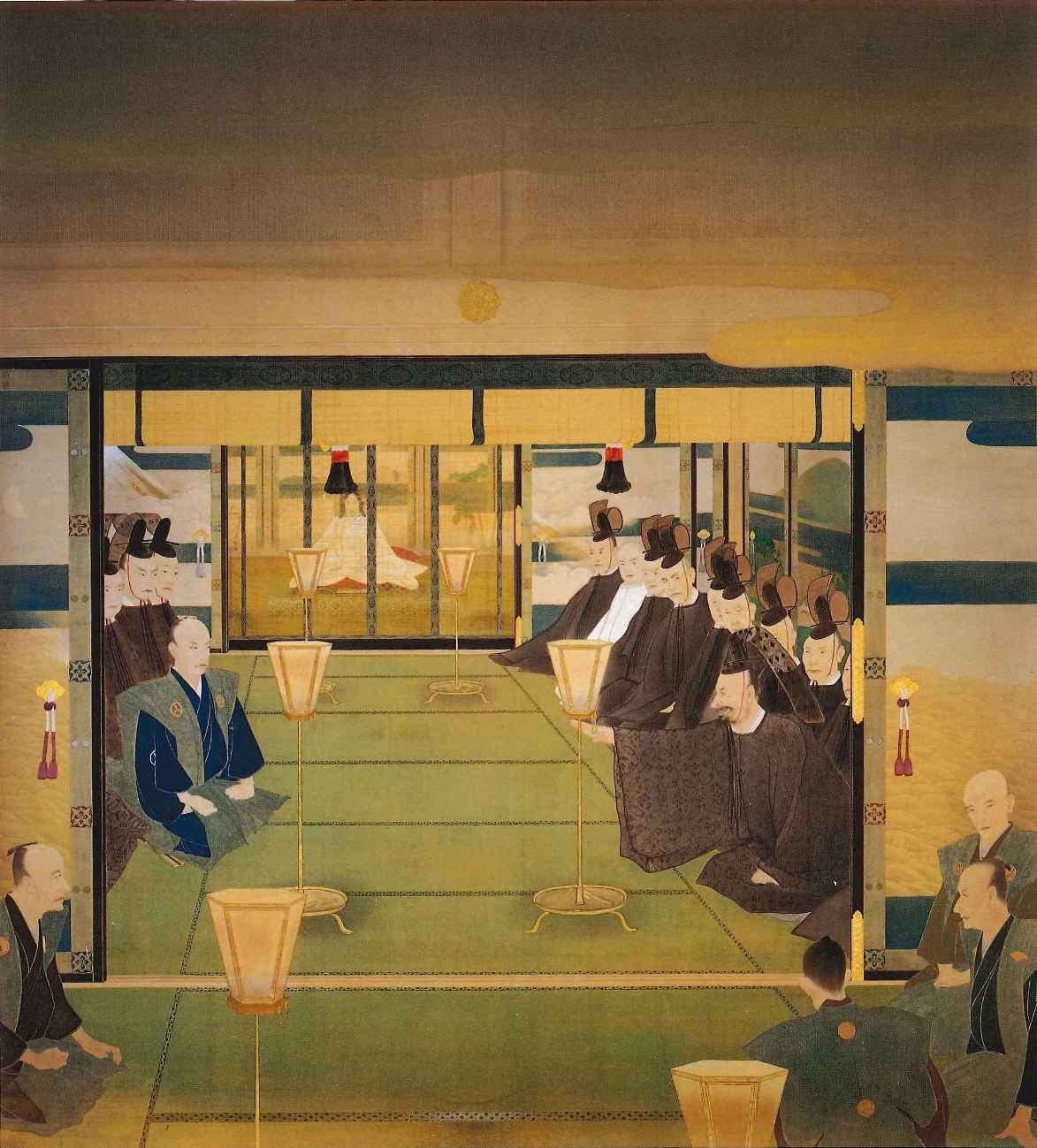
島田墨仙筆『王政復古』（聖徳記念絵画館壁画、松平康荘奉納）。御簾越しの明治天皇の御前で開かれた小御所会議で山内容堂（左）と岩倉具視（右）が激論する場面を描く。

明治天皇の外祖父である議定・中山忠能から開会が宣言された後、公家側が「徳川慶喜は政権を返上したというが、果たして忠誠の心から出たものかどうかは怪しい。忠誠を実績を持って示す（辞官納地を指す）よう譴責すべきである」との議題を出す。しかし山内容堂はそれを遮り、「この会議に、今までの功績がある慶喜公を出席させず、意見を述べる機会を与えないのは陰険である。数人の公家が幼い帝を擁して権力を盗もうとしているだけだ」と論陣を張った。それに対し、岩倉が「帝は不世出の英主であり、今日のことは全て帝のご決断である。それを幼いとは妄言である」旨を述べて論駁したため、容堂が失言を謝罪した。ただし、この容堂と岩倉のやり取りは後に作られた「挿話」であるという説もある。
松平春嶽が容堂に助け船を出し、慶喜の出席を重ねて求めたが、岩倉や大久保利通は徳川家の罪状を並べてこれを断然拒否した。大久保は慶喜が辞官納地に応ずることが前提であり、それがない時は免官削地を行いその罪を天下にさらすべきと主張したが、後藤象二郎は公明正大な措置が肝心でこの会議は陰険であると容堂の論を支持。大久保・後藤の間で激論が交わされる。しかし、春嶽と徳川慶勝が容堂を支援。岩倉・大久保案は島津茂久が賛同したのみで、会議の趨勢は慶喜許容論に傾きつつあった。中山忠能が場を納めようと正親町三条実愛らと協議しようとしたところ、岩倉が「御前会議で私語するとは何事か」と叱り、一時休憩となった。
休憩中、岩倉は広島藩の浅野茂勲に対し、この会議での妥協はあり得ず、いざというときは非常手段を取らざるを得ないとの覚悟の程を語り、茂勲の賛同を得る。その知らせを辻将曹が後藤に伝え、妥協を促した。後藤もここに至っては無駄な抵抗となることを悟り、山内容堂を説得。結局、春嶽や容堂もに決議に従うこととなった。こうして夜半まで続いた小御所会議は決着し、松平春嶽と徳川慶勝が慶喜へ辞官納地の決定を伝え、慶喜が自発的にこれを申し入れるという形式をとることが決定された。
新政権の三職を集めて行われた初めての会議であったが、上記のごとく岩倉、大久保、後藤を除けば小御所会議での実際の発言は全て議定からなされており、実質的には諸侯会議の色彩が強かった。

## 以後の政局への影響

### 概要
小御所会議で慶喜の辞官納地が一応決定されたため、一般的には王政復古クーデターは、薩摩・長州など倒幕派の勝利と受け取られることが多い。しかし慶喜はもちろんのこと越前・土佐・尾張などの親幕派諸藩の執拗な抵抗により、辞官納地案は次第に骨抜きとされ、それほど倒幕派の思惑通り事態が進んだわけではない。結局倒幕派が完全に主導権を握るのは翌年初めの鳥羽・伏見の戦いまで待たねばならなかった。
※以下、日付は全て旧暦（天保暦）によるものである。

### 諸侯会議派の巻き返し
小御所会議での辞官納地の決定は翌10日、春嶽と慶勝によって慶喜に伝えられたが、慶喜はただちに実行すれば部下が激昂するとの理由で猶予を求めた。同日赦免された長州藩兵が入京したこともあり、大久保は強気に出るが、京都には会津藩・桑名藩などの徳川方諸藩の兵も駐屯しており、戦闘回避を求める声も強かった。ここから春嶽、慶勝、容堂ら反倒幕派が巻き返しを図る。
容堂は12日、辞官納地問題を春嶽の周旋に委任することを求める建白書を新政権に提出。14日には議定・仁和寺宮嘉彰親王が岩倉や大久保ら身分が低い者を抑えるべく、身分を正すことを求める意見書を提出した。これらの情勢から岩倉までもが弱気となり、同日、春嶽が辞官納地の具体的内容を岩倉に迫った際も、岩倉は慶喜が「前内大臣」と名乗ればよいとし、領地については確答を避けるなど弱腰になってしまう。岩倉は慶喜が辞官納地に応じさえすれば慶喜を議定に任じるという協調策を大久保、西郷らに提示した。
いっぽう、13日に大坂城に戻っていた慶喜は、16日には英・仏・蘭・米・伊・普6国の公使に引見し、王政復古後も外交権が自らにあることをアピールするなど、強気の姿勢を崩していなかった。大目付・永井尚志も薩長二賊を討つべしと主張。慶喜は大目付・戸川安愛に薩長の非をならす上表文を持たせて上京させるとともに、在京の譜代大名諸藩軍へ上坂を命じた。
一方、新政府側でも19日大久保と寺島宗則が、新政権の諸外国への承認獲得と外交の継続宣言をすべく、アーネスト・サトウ（英国公使館付通訳）やモンブラン伯爵（フランス貴族）と協議し、新政権から諸外国への通達詔書を作成する。しかし春嶽や容堂らは、その文面に「列藩会議を興して国事を議する」とあることを逆手に取り、小御所会議は所詮数藩の代表のみであり列藩会議とは言えないとして、改めて議論を行うべきと主張し、諸侯会議派がますます勢いを得た。
こうして22日には土佐藩邸に春嶽と永井が集って原案を作成し、23日と24日に再び三職会議が召集される（岩倉は欠席）。ここにおいて、徳川宗家の納地は「政府之御用途」のため供するという表現となり、慶喜に対する処分的な色彩は全く失われた。さらに実際の納地高も「天下公論の上」すなわち諸侯会議における議論を経て決定するとされた。この結果は春嶽・慶勝によって慶喜にもたらされ、慶喜も承諾。ここに小御所会議の結果は無意味化し、辞官納地問題は骨抜きとなり、かえって慶喜を含む諸侯会議派が勢いを得る結果となったのである。

### 薩摩藩の挑発と幕臣の怒り
大政奉還により武力討幕の大義名分を失って以降、西郷は旧幕府側を挑発するという策略に出る。江戸の益満休之助や伊牟田尚平に命じ、相楽総三ら浪士を集めて江戸市中に殺人、放火、掠奪、強姦など凶悪犯罪を行わせた。江戸警備の任にあった庄内藩がこれに怒り、12月25日に勘定奉行小栗忠順ら幕閣の了承の下、薩摩藩および佐土原藩（薩摩支藩）の江戸藩邸を焼き討ちするという事件が発生した。

大目付滝川具挙、勘定奉行並小野友五郎らによって、江戸の薩摩藩邸焼き討ちの報が28日に大坂城にもたらされると、城内の強硬派が激昂。薩摩討つべしとの主戦論が沸騰し、翌慶応4年（1868年）正月3日、『討薩表』を携えて朝廷に訴えようとした旧幕府勢が鳥羽で薩摩・長州藩兵と衝突し、戦闘となった。
戦いは旧幕府方の敗北となり、慶喜は大坂城を脱出して江戸へ退却。ここに慶喜は正式に朝敵となり、追討令が出されるに至った。慶喜寄りの諸侯会議派もまた、この戦いの結果、倒幕派への転向を余儀なくされたのである。

### 新政府方針案の後退
鳥羽・伏見の戦いに勝利した新政府は、徳川家追討とともに新たな行政制度を整える必要から三職の下に七科を設置、のちに三職八局制となる。
この間、名目的に要職に任じられた公家・諸侯らが実務に疎かったことから、倒幕派各藩などから召集された徴士が実務を握り、維新官僚として成長し、次第に行政の主導権を握るようになる。
この由利の草案を土佐藩の福岡孝弟が改変して『会盟』と題した。「列侯会議を興し」の字句を挿入し、「私に論ずるなかれ」を削除した。「庶民志を遂け」を「官武一途庶民に至る迄各其志を遂げ」に変え、「士民」を「上下」に差し替え、身分制を前提としたものにした。土佐藩は大政奉還後の公議政体として大名による諸侯会盟を主張していた。士分からすれば民衆は支配の対象でしかなかった。由利の師である横井小楠の富国策である民衆中心の民富論を理解できる者はほとんどいなかった。
この福岡の草案を更に長州藩の木戸孝允が「列侯会議」を「広く会議」と修正し、「徴士期限を以て、賢才に譲るべし」を「旧来の陋習を破り、天地の公道に基づくべし」と改変した。最終的に岩倉具視が手を加えてできたものが、3月14日神道にのっとって天皇が諸臣を率いて天地神明に誓うという形式で『五箇条の御誓文』として発せられた。
その後も公議所・集議院などの諸侯会議路線は残るが、後退していき、維新官僚による有司専制による明治政府への道が開かれるのである。

### 戊辰戦争
なお、徳川宗家は新政府に恭順して静岡藩へ転封されたが、新政府軍と佐幕派の抗争は東日本各地を舞台に明治2年（1869年）まで続いた。